# Andes Iron
Andes Iron es una sociedad por acciones, compuesta por capitales chilenos, dedicada a la exploración, prospección y desarrollo de activos de gran minería.

## Propiedad
Un 75 por ciento de la sociedad le pertenece a la familia Délano Méndez.

## Controversias de Minera Dominga
La Minera Dominga ha sido uno de los proyectos de la empresa que más ha dado que hablar debido a las múltiples noticias en periódicos por razones financieras, políticas y medioambientales.

### Rechazo de Comunidad Changa a Proyecto Dominga
Cinco comunidades changas firmaron una declaración donde expresan que los antecedentes revelados en las últimas semanas sobre la compra y venta de Dominga que involucran a la familia Piñera-Morel constituyen un punto relevante en el rechazo del proyecto por parte de los changos.

### Dos recursos de casación en contra de Proyecto Dominga
Dos recursos de casación presentados por Oceana y dos pescadores artesanales buscan anular la resolución del Tribunal Ambiental de Antofagasta que validó el permiso ambiental del proyecto minero Dominga. En paralelo, la ONG ambientalista FIMA afina una nueva arremetida ante el Comité de Ministros.

## Proyectos de Andes Iron

### Dominga
La Mina Dominga se ubica la comuna de La Higuera, en la Región de Coquimbo.

### Imán
Este proyecto se encuentra en la comuna de Vallenar, Región de Atacama. Es una operación a rajo abierto y subterránea.